# White megye (Tennessee)
White megye az Amerikai Egyesült Államokban, azon belül Tennessee államban található. Megyeszékhelye és legnagyobb városa Sparta. Lakosainak száma 27 351 fő (2020. április 1.). White megye Putnam, Cumberland, Van Buren, Warren és DeKalb megyékkel határos.

## Népesség
A megye népességének változása:
| Lakosok száma | 25 818 | 26 019 | 26 061 | 26 244 | 26 521 | 27 351 |
|               | 2010   | 2011   | 2012   | 2013   | 2015   | 2020   |